# Livvagterne (film)
Livvagterne er en svensk thrillerfilm fra 2001 instrueret af Anders Nilsson. Filmen har Jakob Eklund i hovedrollen som Johan Falk.

## Handling
Johan Falks ven Sven Persson driver en forretning, hvor en del af virksomheden ligger i udlandet. For at beskytte sig mod mafiaen i Estland hyrer han en tysk sikkerhedsekspert. Men denne viser sig at være en hensynsløs gangster.

## Medvirkende (i udvalg)
- Jakob Eklund som Johan Falk
- Samuel Fröler som Sven Persson
- Lia Boysen som Jeanette Persson
- Alexandra Rapaport som Pernilla
- Marie Richardson som Helén Andersson
- Krister Henriksson som Mårtensson
- Rafael Edholm som Calle
- Lennart Hjulström som Ola Sellberg
- Magnus Roosmann som Fredrixon
- Fredrik Dolk som Peter Kroon